# Cut-off

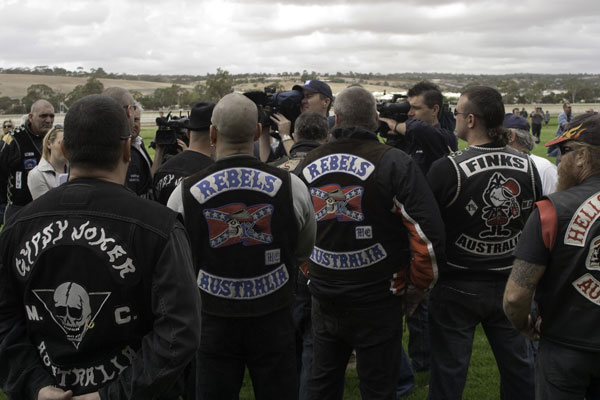
Membros de um motoclube usando cut-offs com vários emblemas

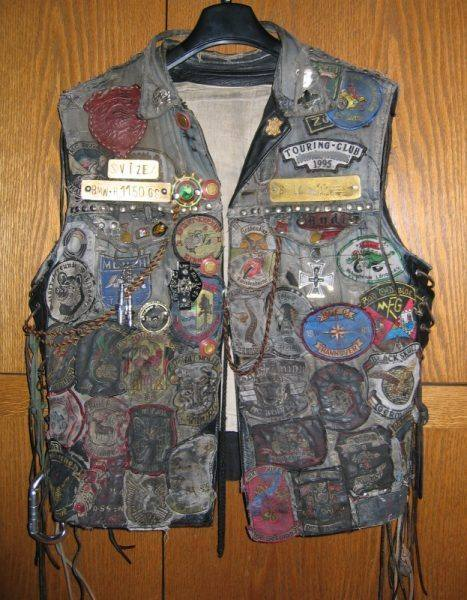
Cut-off vintage de motoqueiro adornado com emblemas do clube

Um cut-off, jaqueta de batalha, colete de batalha ou kutte nas subculturas de heavy metal, é um tipo de colete ou jaqueta que se originou nas Forças Armadas dos Estados Unidos, especificamente no Army Air Corps; onde os pilotos e outro pessoal da aviação coletariam emblemas ou outras insígnias para vestir jaquetas ou macacões de vôo regulamentares. A prática continuou dentro da subcultura dos motoqueiros e mais tarde encontrou popularidade no punk e em várias subculturas do heavy metal. As subculturas de motoqueiro, metal e punk diferem em como a roupa é preparada, quais decorações são aplicadas e como isso é feito.
Cut-offs geralmente são feitos de jaquetas de couro ou jeans com as mangas removidas ou cortadas muito curtas e, muitas vezes, adornadas com remendos, emblemas e obras de arte pintadas que exibem afiliações a um motoclube conhecidas como colours, ou, alternativamente, nomes de bandas, afiliações políticas, crenças ou atos sexuais realizados.
Nas décadas de 1970 e 1980, os cut-offs eram quase sempre jeans azul. Os fãs de thrash metal preferiam jeans fortemente lavados, enquanto os membros de um motoclube britânico branqueavam os seus até ficarem quase brancos. De meados ao final da década de 1990, alguns punks e metaleiros usaram coletes de caça ou pesca com vários bolsos, tanto em cores simples quanto em padrões de camuflagem, e cortes de couro - sempre populares entre os punks e os motoqueiros nas últimas décadas.

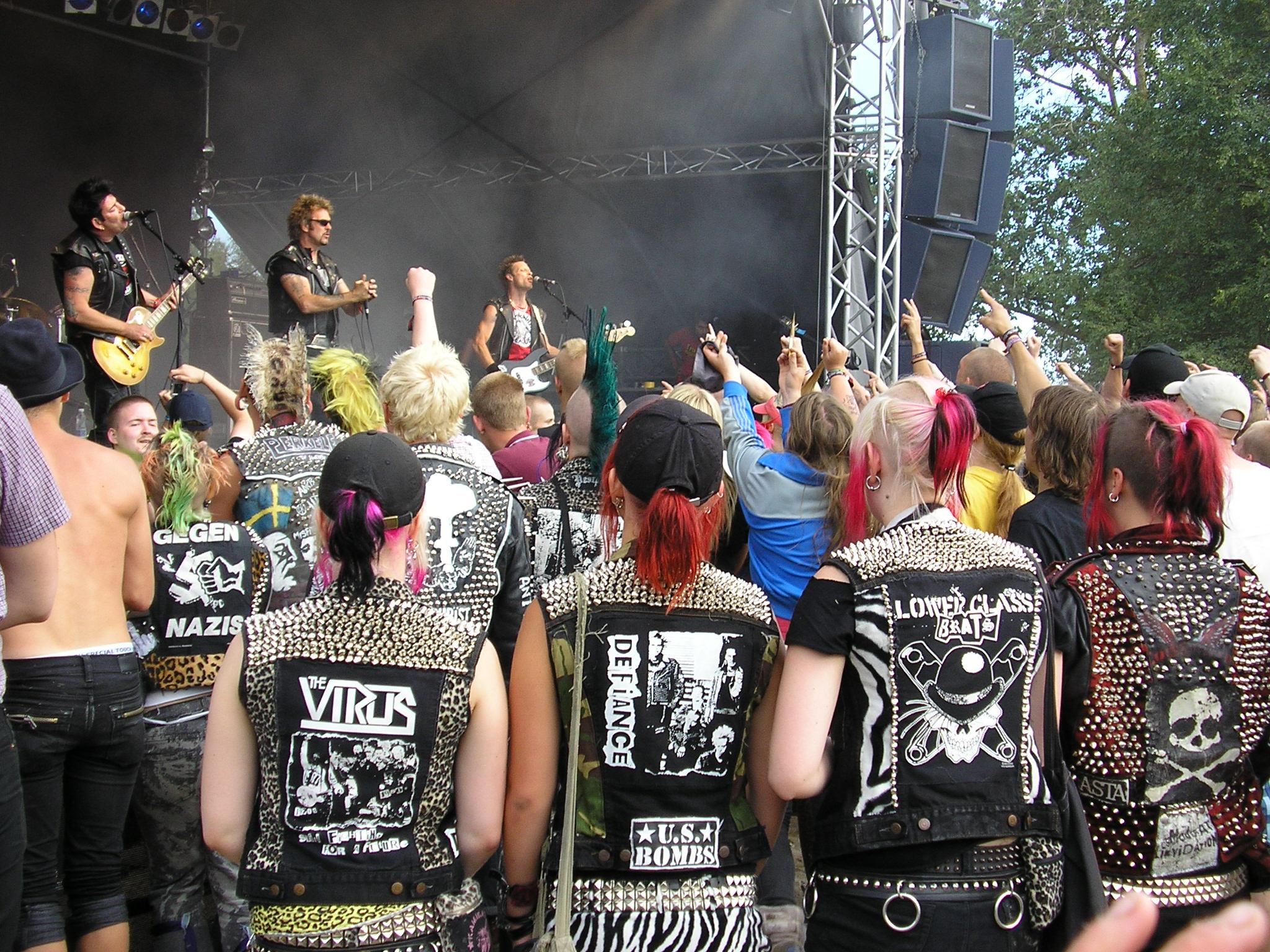
Coletes punk geralmente são feitos de couro e fortemente decorados com tachas de metal

## Punk e hardcore
Na subcultura punk, os cut-offs geralmente são de couro (mas também podem ser jeans). As decorações típicas são tachas e emblemas de metal (muitas vezes pintados) de faixas ou causas políticas, com remendos de tecido sendo secundários, em última análise por causa da dificuldade de fazer o bordado necessário em couro resistente. Além disso, é mais provável que as mangas fiquem presas ao corpo da jaqueta. Como parte da filosofia DIY da cena punk hardcore, os coletes podem ser consertados em casa com linha grossa, fio dental ou alfinetes de segurança, e os logotipos da banda podem ser colocados com tinta e estênceis feitos em casa. Alguns usuários também colocam correntes ou outra parafernália do colete.

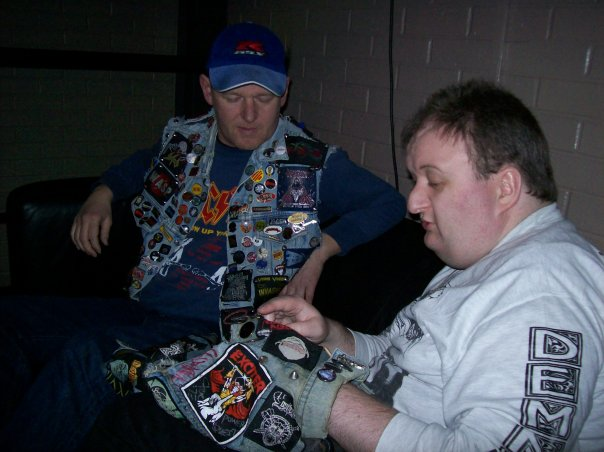
Fãs de heavy metal/hard rock com coletes

## Heavy metal
Os cut-offs na cena do heavy metal são frequentemente adornados com remendos de logotipos e capas de álbuns de bandas, variando em tamanho de pequenos remendos quadrados a grandes remendos que preenchem o painel traseiro do colete. Os emblemas são a decoração principal. No entanto, alguns kutten de Heavy Metal têm tachas neles, particularmente para fãs de bandas de crossover thrash como o Discharge de meados dos anos 1980 ou de thrash metal.